# Éric Andrieu
Éric Andrieu (Narbona, 14 aprile 1960) è un politico francese, europarlamentare nella IX legislatura.

## Carriera politica

### Politica francese
Andrieu aderisce nel 1986 alla sezione locale di Mouthoumet del Partito Socialista (PS) e ricopre degli incarichi di consigliere e delegato nel dipartimento dell'Aude. Dal 1994 è vice-presidente del consiglio generale dell’Aude, responsabile della gestione del territorio e dello sviluppo locale.
Da marzo 2004 a marzo 2010 è vice-presidente del Consiglio regionale della regione Linguadoca-Rossiglione. Qui è stato responsabile, tra le altre cose, della gestione e sviluppo del territorio, dei fondi strutturali europei e delegato ai pachi naturali regionali. Ri-eletto vice-presidente del Consiglio regionale nel 2014 a seguito della scomparsa di Christian Bourquin, termina il suo mandato di consigliere regionale non ricandidandosi alle regionali del 2015.
Andrieu è stato presidente del Centro interregionale di sviluppo della lingua occitana (Cirdoc), creatore dell'evento culturale occitano e catalano Total Festum e del sito web La Porta d'Oc. 
Dal 1995 al 2012 è stato sindaco del comune di Villerouge-Termenès, nel dipartimento dell'Aude.
Dal 2008 al 2015 è stato membro della Direzione nazionale del PS.

### Parlamento europeo
Andrieu è candidato del PS alle elezioni europee del 2009, terzo nella lista Francia Sud-orientale capeggiata da Kader Arif, senza essere eletto. Il 16 maggio 2012 Andrieu subentra come europarlamentare ad Arif, divenuto nel frattempo ministro delegato nel governo Ayrault I.
Primo vice-presidente della commissione per l'agricoltura e lo sviluppo rurale a partire dal 2014, poi portavoce del gruppo S&D in materia di agricoltura nel 2017, Andrieu si batte per una riforma della Politica Agricola Comune (PAC), per cui è attualmente relatore.
Come membro della commissione per il commercio internazionale si è espresso contro il TTIP, il CETA e il MERCOSUR ed è stato il primo deputato europeo a chiedere una valutazione degli effetti complessivi degli accordi di libero scambio sull'agricoltura europea.
Sulla scia dei Monsanto papers si batte all'interno del Parlamento europeo per l'abbandono del glifosato e la creazione di una commissione per valutare la procedura di autorizzazione dei pesticidi nell'Unione europea (commissione PEST), di cui diviene Presidente nel marzo 2018.
Al suo terzo mandato da europarlamentare, Andrieu è vice-presidente del gruppo Alleanza Progressista dei Socialisti e dei Democratici.